# Playoffs NBA 1954
Navigation
Playoffs 1953 Playoffs 1955
Les playoffs NBA 1954 sont les playoffs de la saison NBA 1953-1954 en basket-ball aux États-Unis. Ils se terminent sur la victoire des Lakers de Minneapolis face aux Nationals de Syracuse 4 matches à 3 lors des finales NBA. C'est le 5e titre en 6 ans pour les Lakers.

## Fonctionnement
Dans chaque division, les trois premières équipes sont qualifiées pour participer aux playoffs. À l'Est, les équipes qualifiées sont :
1. les Knicks de New York
2. les Nationals de Syracuse
3. les Celtics de Boston

À l'Ouest, les équipes qualifiées sont :
1. les Lakers de Minneapolis
2. les Royals de Rochester
3. les Pistons de Fort Wayne

Après la faillite des Olympians d'Indianapolis, la ligue est réduite à 9 franchises et adapte le format des playoffs : une phase de poule (Tournoi des demi-finales de division) est organisée dans chaque division (Est et Ouest), tous les équipes se rencontrant deux fois. Les deux meilleures équipes de chaque Division se qualifient pour les finales de Division, qui sont jouées au meilleur des trois matches. Les deux champions de Division s'affrontent alors en finales NBA, disputées au meilleur des sept matches.

## Classement en saison régulière
| Champion de division | Qualifié pour les playoffs | Éliminé des playoffs |

| Division Est             | V  | D  | PCT  | GB |
| ------------------------ | -- | -- | ---- | -- |
| Knicks de New York       | 44 | 28 | .611 | -  |
| Nationals de Syracuse    | 42 | 30 | .583 | 2  |
| Celtics de Boston        | 42 | 30 | .583 | 2  |
| Warriors de Philadelphie | 29 | 43 | .403 | 15 |
| Bullets de Baltimore     | 16 | 56 | .222 | 28 |

| Division Ouest        | V  | D  | PCT  | GB |
| --------------------- | -- | -- | ---- | -- |
| Lakers de Minneapolis | 46 | 26 | .639 | -  |
| Royals de Rochester   | 44 | 28 | .611 | 2  |
| Pistons de Fort Wayne | 40 | 32 | .556 | 6  |
| Hawks de Milwaukee    | 21 | 51 | .292 | 25 |

## Tableau
|  |                                      |                                      |                                      |    |                       |                     |                       |                       |     |  |             |             |             |
|  | Tournoi des demi-finales de Division | Tournoi des demi-finales de Division | Tournoi des demi-finales de Division |    |                       | Finales de Division | Finales de Division   | Finales de Division   |     |  | Finales NBA | Finales NBA | Finales NBA |
|  | Tournoi des demi-finales de Division | Tournoi des demi-finales de Division | Tournoi des demi-finales de Division |    |                       | Finales de Division | Finales de Division   | Finales de Division   |     |  | Finales NBA | Finales NBA | Finales NBA |
|  |                                      |                                      |                                      |    |                       |                     |                       |                       |     |  |             |             |             |
|  | Division Est                         |                                      |                                      |    |                       |                     |                       |                       |     |  |             |             |             |
|  | E1                                   | Knicks de New York                   | 0–4                                  |    |                       |                     |                       |                       |     |  |             |             |             |
|  | E1                                   | Knicks de New York                   | 0–4                                  | E1 | Nationals de Syracuse | 2                   |                       |                       |     |  |             |             |             |
|  | E2                                   | Celtics de Boston                    | 2–2                                  | E1 | Nationals de Syracuse | 2                   |                       |                       |     |  |             |             |             |
|  | E2                                   | Celtics de Boston                    | 2–2                                  | E2 | Celtics de Boston     | 0                   |                       |                       |     |  |             |             |             |
|  | E3                                   | Nationals de Syracuse                | 4–0                                  | E2 | Celtics de Boston     | 0                   |                       |                       |     |  |             |             |             |
|  | E3                                   | Nationals de Syracuse                | 4–0                                  |    |                       |                     | E1                    | Nationals de Syracuse | 3   |  |             |             |             |
|  |                                      |                                      |                                      |    |                       |                     | E1                    | Nationals de Syracuse | 3   |  |             |             |             |
|  | Division Ouest                       | Division Ouest                       | Division Ouest                       |    |                       | O1                  | Lakers de Minneapolis | 4                     |     |  |             |             |             |
|  | Division Ouest                       | Division Ouest                       | Division Ouest                       | O1 | Lakers de Minneapolis | O1                  | Lakers de Minneapolis | 4                     | 3–0 |  |             |             |             |
|  | O1                                   | Lakers de Minneapolis                | 2                                    | O1 | Lakers de Minneapolis |                     |                       |                       | 3–0 |  |             |             |             |
|  | O1                                   | Lakers de Minneapolis                | 2                                    | O2 | Royals de Rochester   | 2–1                 |                       |                       |     |  |             |             |             |
|  | O2                                   | Royals de Rochester                  | 1                                    | O2 | Royals de Rochester   | 2–1                 |                       |                       |     |  |             |             |             |
|  | O2                                   | Royals de Rochester                  | 1                                    | O3 | Pistons de Fort Wayne | 0–4                 |                       |                       |     |  |             |             |             |
|  |                                      |                                      |                                      |    |                       | 0–4                 |                       |                       |     |  |             |             |             |

## Résultats

### Tournoi des demi-finales de Division

#### Division Est
- 16 mars : Boston @ New York  93-71
- 17 mars : Syracuse @ Boston 96-95 (après prolongation)
- 18 mars : New York @ Syracuse 68-75
- 20 mars : New York @ Boston 78-79
- 21 mars : Syracuse  @ New York 103-99
- 22 mars : Boston @ Syracuse 85-98

| Franchise             | V | D |
| --------------------- | - | - |
| Nationals de Syracuse | 4 | 0 |
| Celtics de Boston     | 2 | 2 |
| Knicks de New York    | 0 | 4 |

#### Division Ouest
- 16 mars : Fort Wayne @ Rochester 75-82
- 17 mars : Rochester @ Minneapolis 88-109
- 18 mars : Minneapolis @ Fort Wayne 90-85
- 20 mars : Fort Wayne @ Minneapolis 73-78
- 21 mars : Rochester @ Fort Wayne 89-71
- 23 mars : Minneapolis @ Rochester (Annulé, Minneapolis étant déjà assuré de la première place)

| Franchise             | V | D |
| --------------------- | - | - |
| Lakers de Minneapolis | 3 | 0 |
| Royals de Rochester   | 2 | 1 |
| Pistons de Fort Wayne | 0 | 4 |

### Finales de Division

#### Division Est
- Nationals de Syracuse - Celtics de Boston 2-0
  - 25 mars : Boston @ Syracuse 94-109
  - 27 mars : Syracuse @ Boston 83-76

#### Division Ouest
- Lakers de Minnéapolis - Royals de Rochester 2-1
  - 24 mars : Rochester @ Minneapolis 76-89
  - 27 mars : Minneapolis @ Rochester 73-74
  - 28 mars : Rochester @ Minneapolis 72-82

### Finales NBA
- Lakers de Minnéapolis - Nationals de Syracuse 4-3
  - 31 mars : Syracuse @ Minneapolis 68-79
  - 3 avril : Syracuse @ Minneapolis 62-60
  - 4 avril : Minneapolis @ Syracuse 81-67
  - 8 avril : Minneapolis @ Syracuse 69-80
  - 10 avril : Minneapolis @ Syracuse 84-73
  - 11 avril : Syracuse @ Minneapolis 65-63
  - 12 avril : Syracuse @ Minneapolis 80-87